# Abram Jefimovics Arhipov

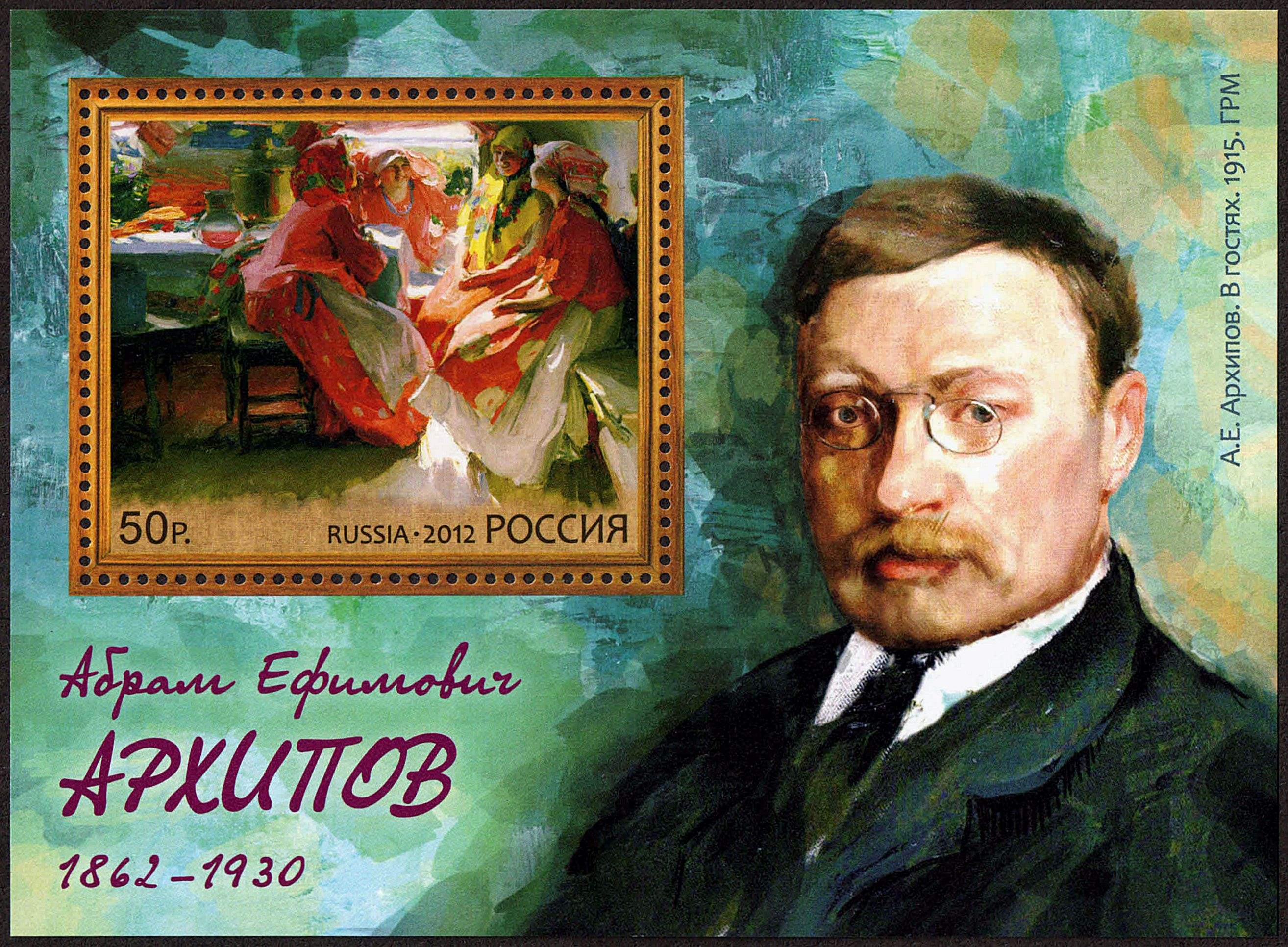
Emlékbélyeg és a művész arcképe

Abram Jefimovics Arhipov (oroszul: Абрам Ефимович Архипов) (Orosz Birodalom, 1862. augusztus 15. – Moszkva, 1930. szeptember 25.) orosz–szovjet realista festő.

## Életútja
Jegorovo nevű kis faluban született egyszerű parasztcsaládban. Mivel nagyon szeretett rajzolni, taníttatták. A moszkvai Festészeti, Szobrászati és Építészeti Iskolában és a szentpétervári Cári Művészeti Akadémián folytatott képzőművészeti tanulmányokat. Vaszilij Grigorjevics Perov és Vaszilij Dmitrijevics Polenov voltak a mesterei. Életképeket, tájképeket, portrékat festett, számos képén igen kiváló kolorista. Az 1900-as években az Orosz Birodalom északi tájait is felkereste, ezekből az időkből valók az Északi tenger, Jég volt, stb. képei.
A Szovjetunió megalakulása után elnyerte az Orosz Szocialista Szovjet Szövetségi Köztársaság népi művésze címet. A szovjet kurzus idején főleg népi ihletésű képeivel aratott sikert, paraszt- és munkásemberek ábrázolásával. Az 1917-es orosz forradalmak előtt is tájakról, egyszerű emberekről készített festményeiért részesült kedvező fogadtatásban. Nemcsak a szép orosz tájak, hanem az Orosz Birodalomban a 19. század második felében nyomasztóan ható tömeges nyomor ábrázolásának panorámája is egyben az ő festészete.
1887-ben Látogatás a betegnél című képével ezüstérmet nyert. Életképeivel a Vándorkiállítók Társaságának egyik vezető alakja lett. Kiállításokon szerepelt 1890-1912 közt nyugat-európai országokban is (Franciaország, Németország, Olaszország, stb.), később 1922-ben Berlinben mutatta be munkáit az orosz művészek csoportos kiállításán. Legtöbb munkáját a moszkvai Állami Tretyjakov Galéria és a minszki belorusz Művészeti Múzeum őrzi. 2012-ben születésének 150. évfordulója alkalmából Oroszországban emlékbélyeget jelentettek meg tiszteletére.

## Galéria

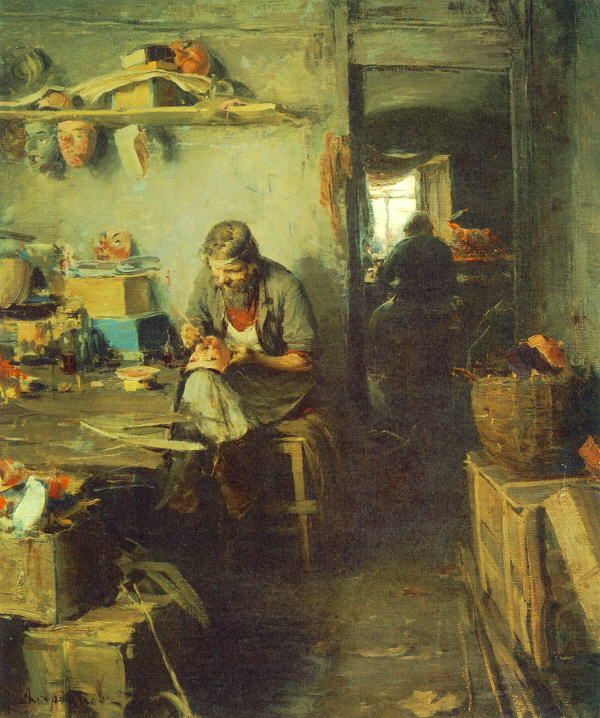
A maszkok műhelyében (1897)
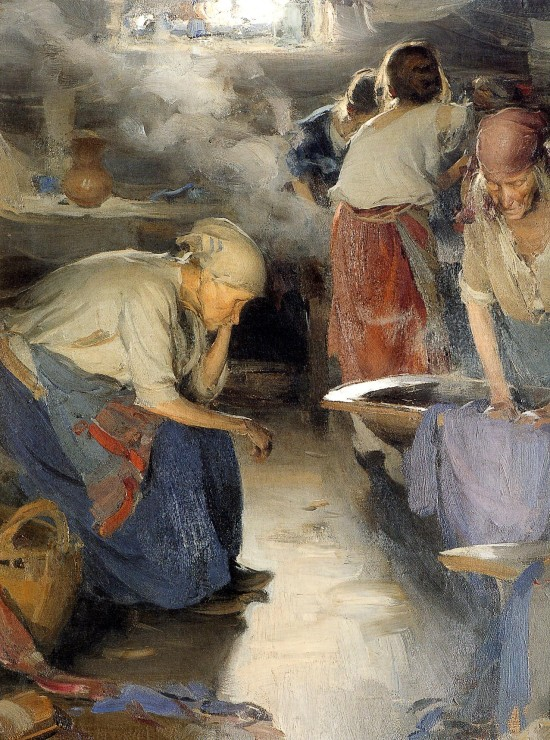
Mosónők
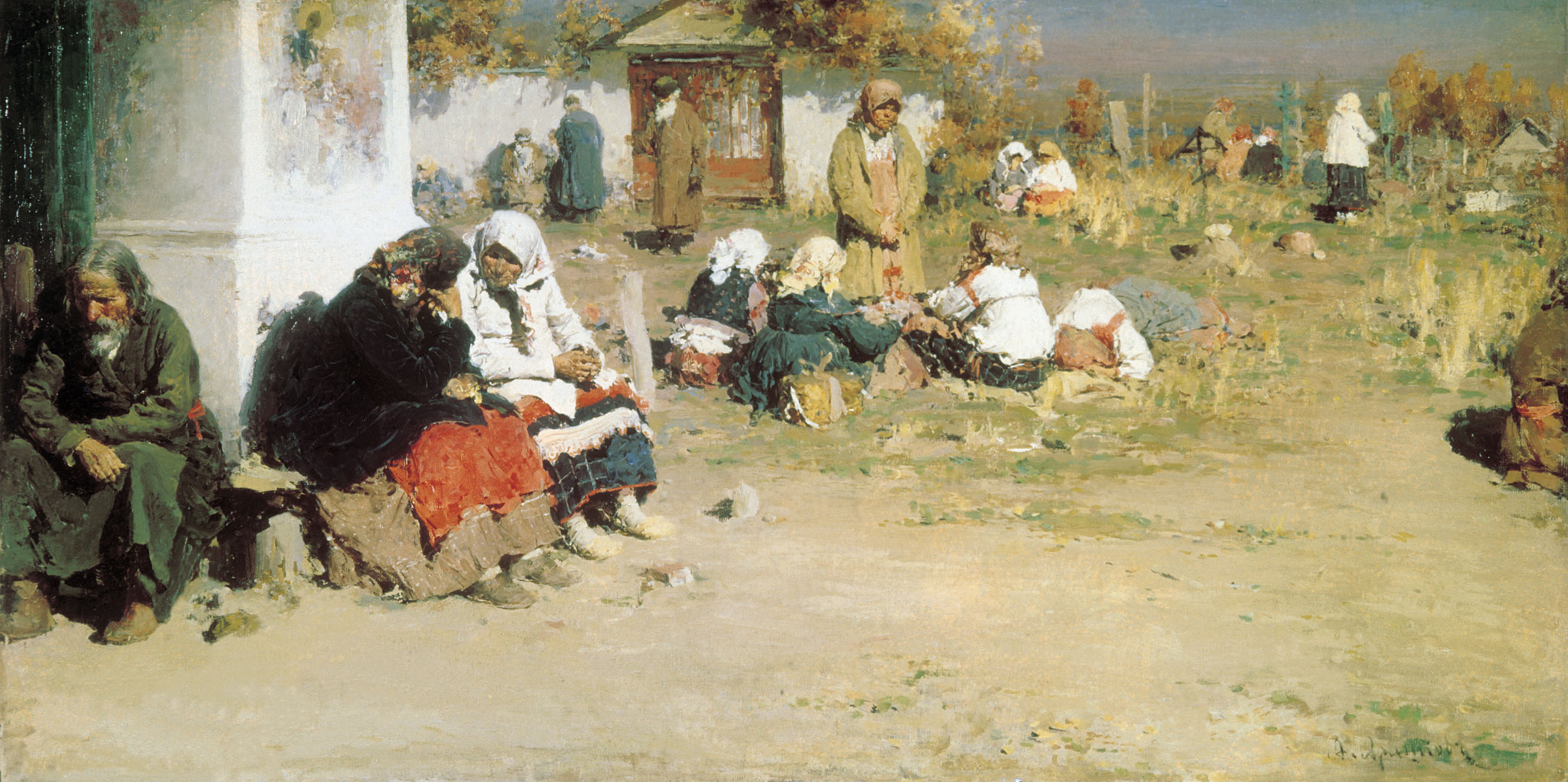
Húsvéti mise előtt
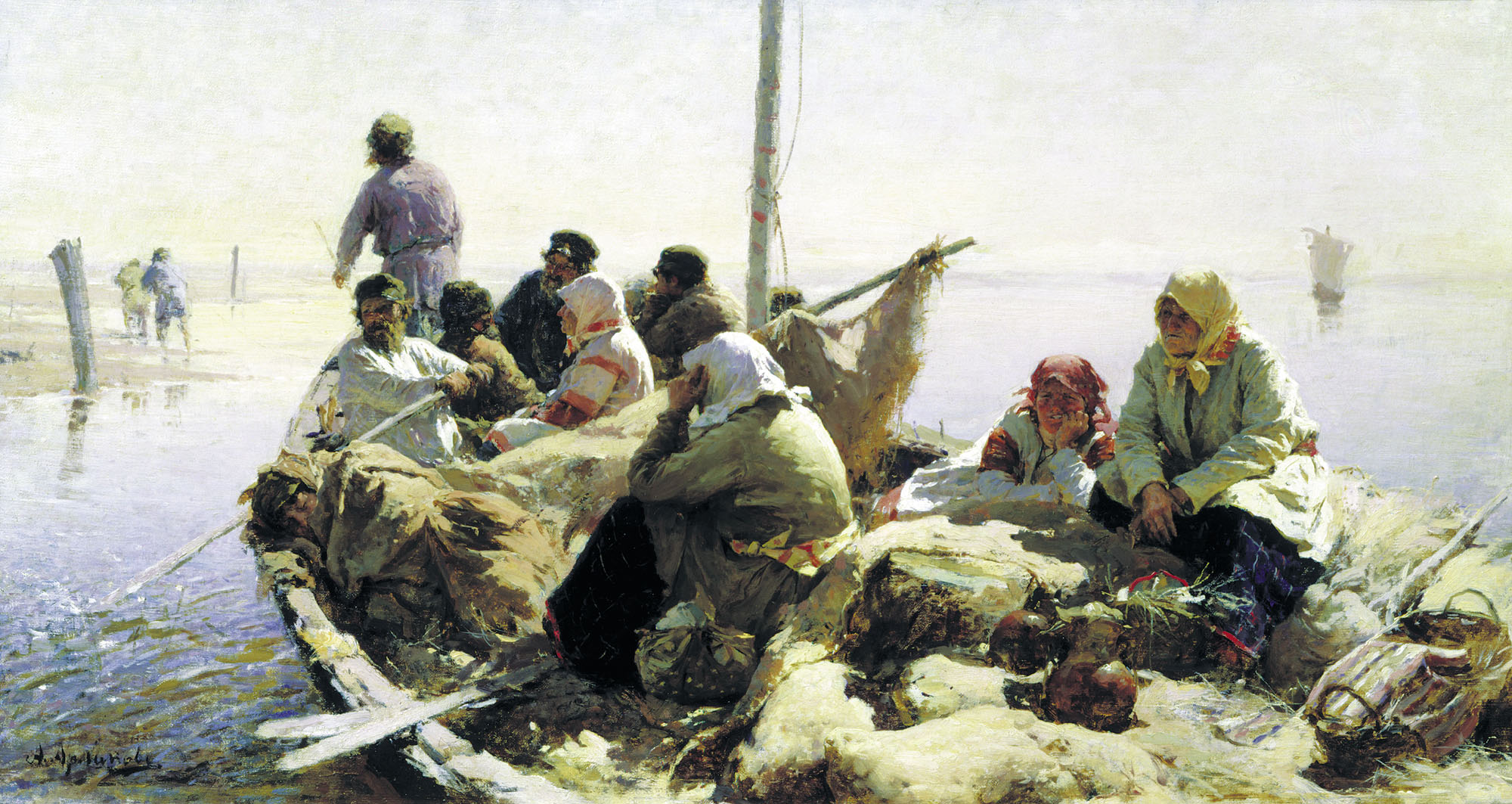
Az Oka folyón (1889)
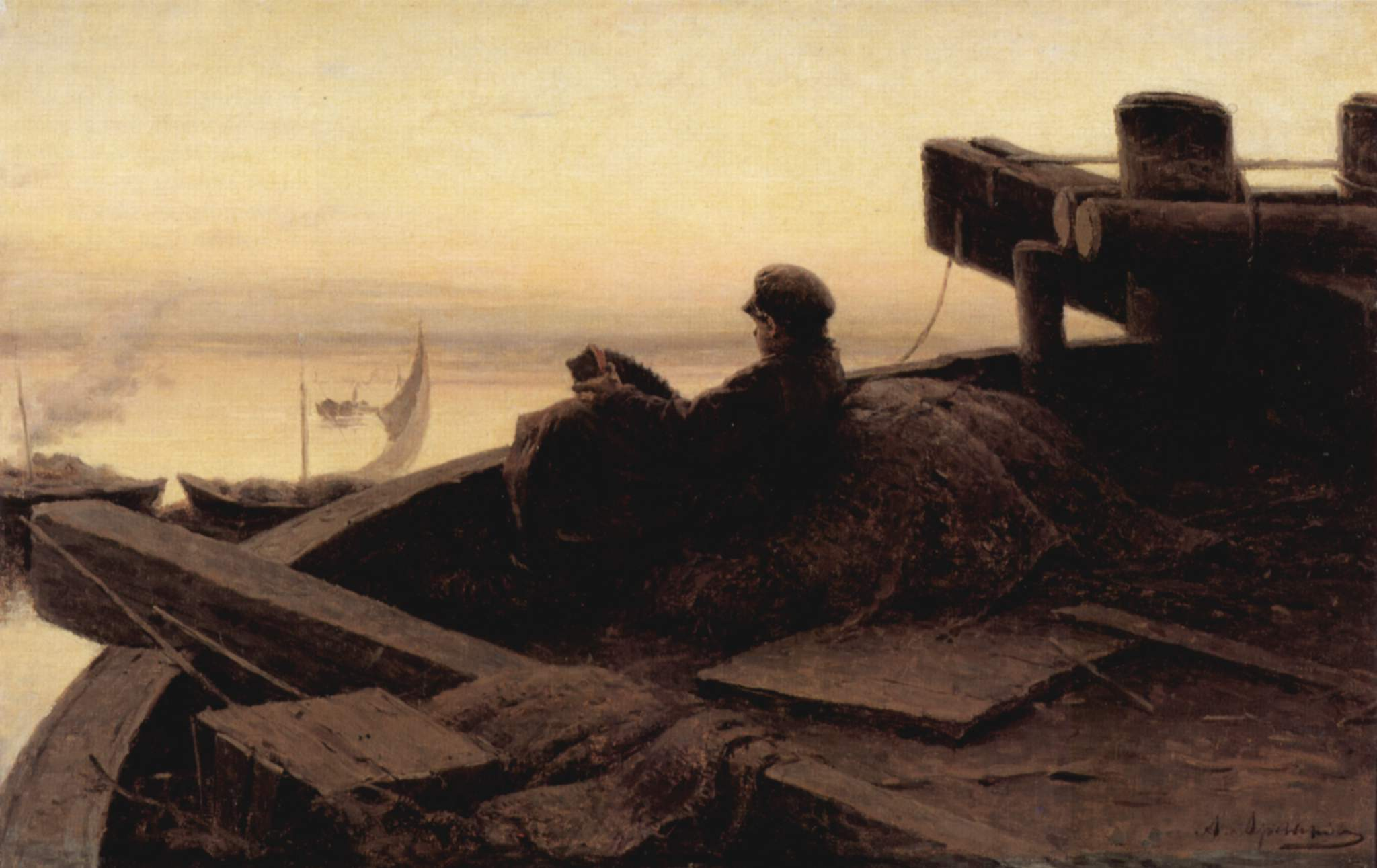
A Volgán
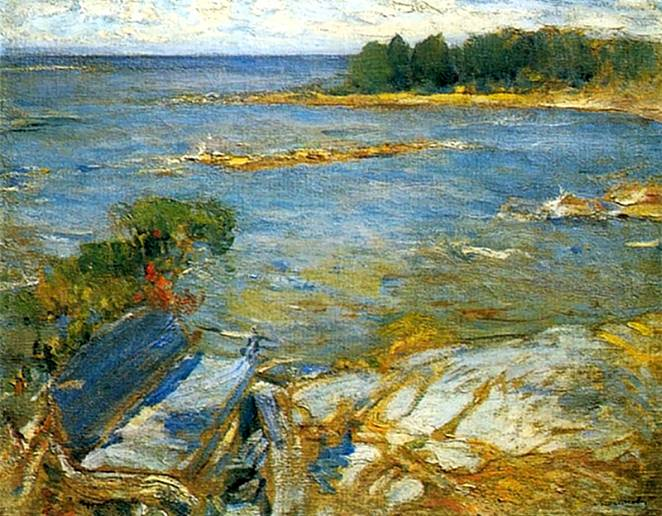
Északi tenger (1900 körül)
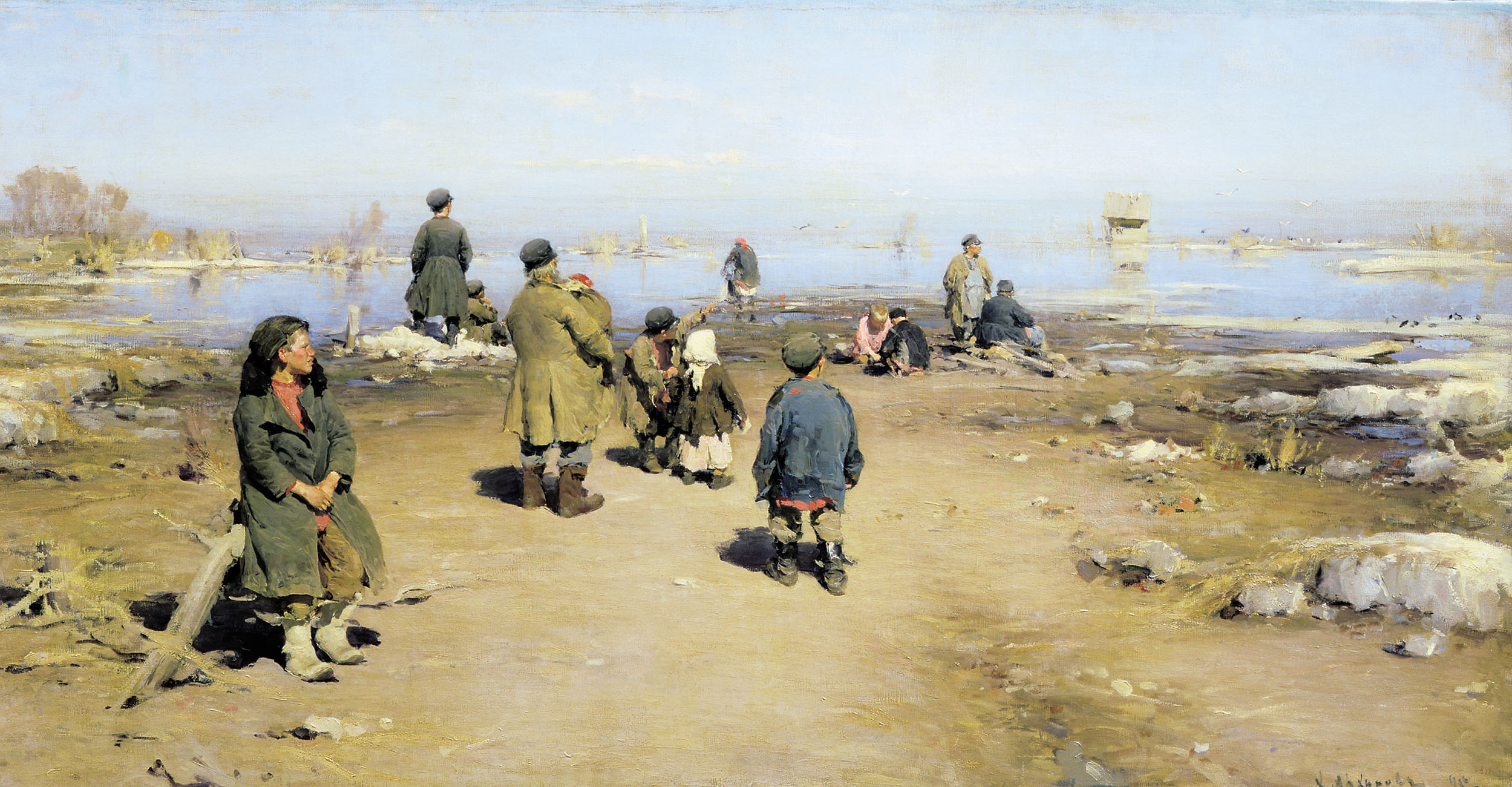
Elmúlt a jég (1895)
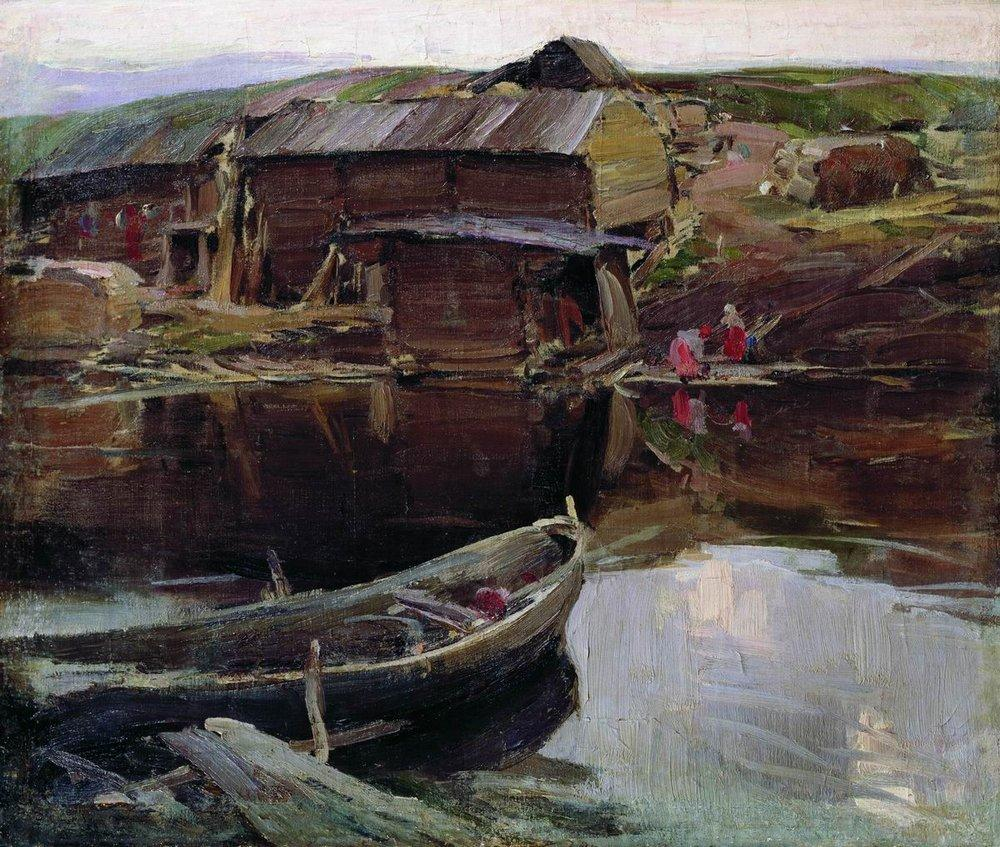
Északi falu (1900–1910 közt)
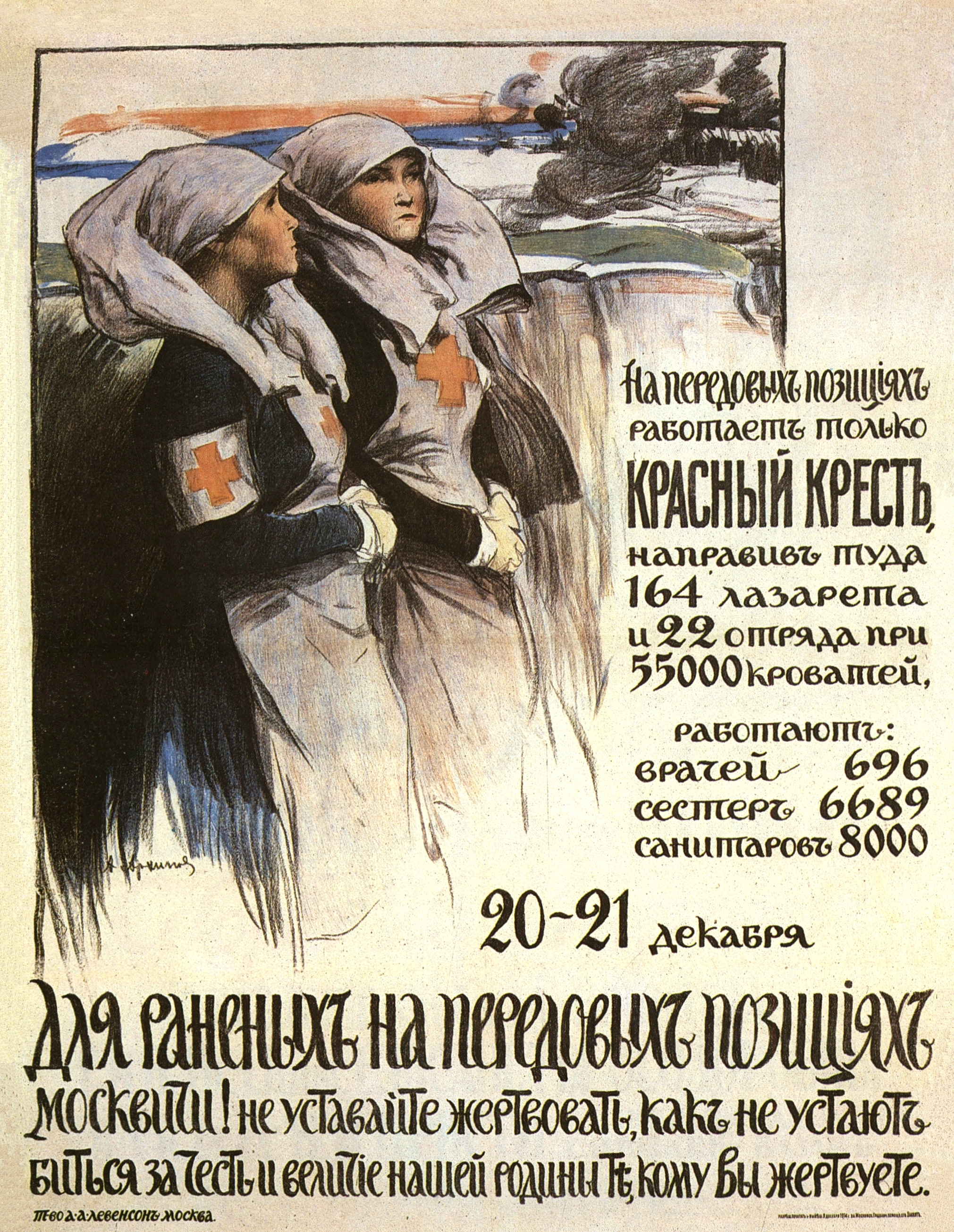
Az Orosz Vöröskereszt plakátja (1914 december)
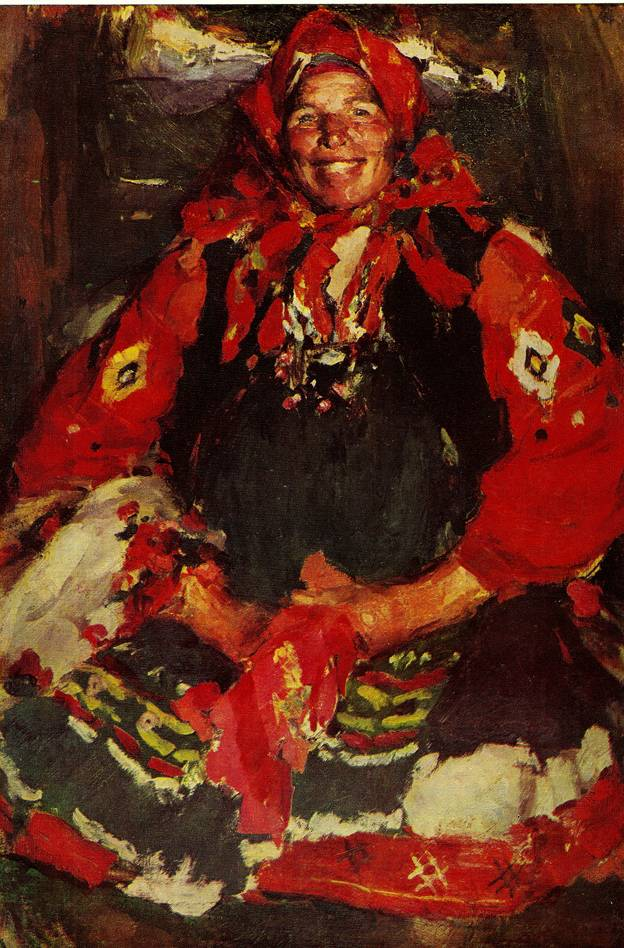
Parasztasszony zöld kötényben (1927)